# لغات قطر
قطر دولة عربية عضو في مجلس التعاون الخليجي. يتكلم سكانها المواطنون اللغة العربية بلهجة خليجية محلية مقاربة للهجات دول الخليج العربي الأخرى، لكن اللهجة الفصحى هي المستخدمة في وسائل الإعلام والتعليم والمعاملات الرسمية والحكومية.

## اللهجات
ومن اللهجات السائدة في قطر الخليجية.

## اللغات المحلية
ومن اللغات الأخرى هي الفارسية الغربية (en).
- البشتوية (الجنوبية والشمالية)

## اللغات الأجنبية
وبسبب نسبة الوافدين العالية في قطر فسنجد نسبة عالية تتكلم لغات أخرى منها:
- الأردو
- الملبارية
- التاميلية
- البلوشية

إضافة إلى لغات الفلبين وسريلانكا واللغات الأوربية الأخرى بحسب الوافدين.

## أخرى
ومن اللغات التي يمكن أن تحتسب مع لغات قطر هي لغة الإشارة القطرية.